# Vistola
La Vistola (AFI: /ˈvistola/; in polacco Wisła, [ˈviswa] · ) è il fiume più lungo della Polonia. Nasce dai monti Beschidi Occidentali, in Slesia, bagna Cracovia, Toruń, Varsavia e sfocia nella baia di Danzica, nel Mar Baltico. Il suo principale affluente è il Bug.

## Percorso

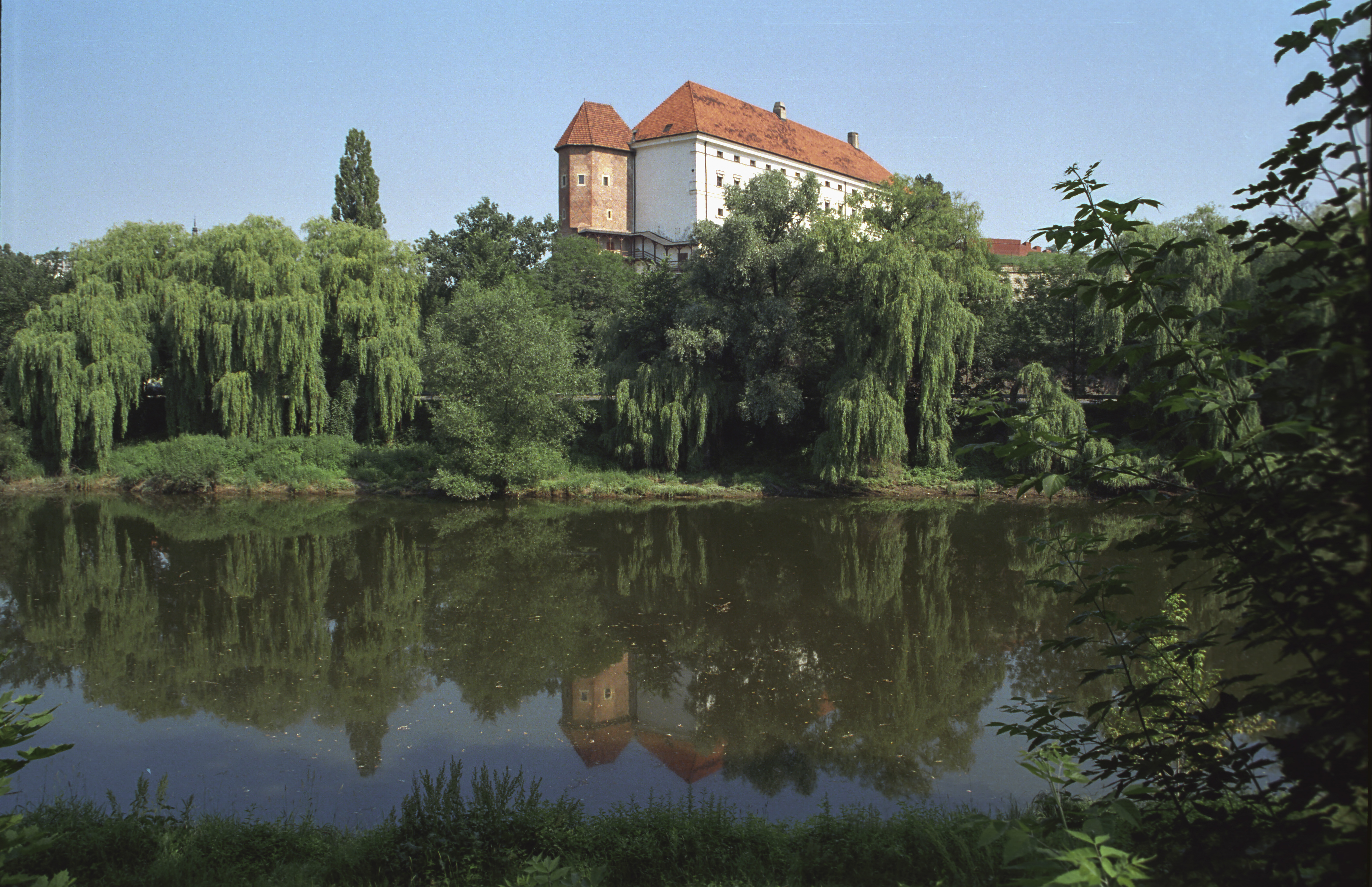
Castello Reale a Sandomierz visto dalla Vistola

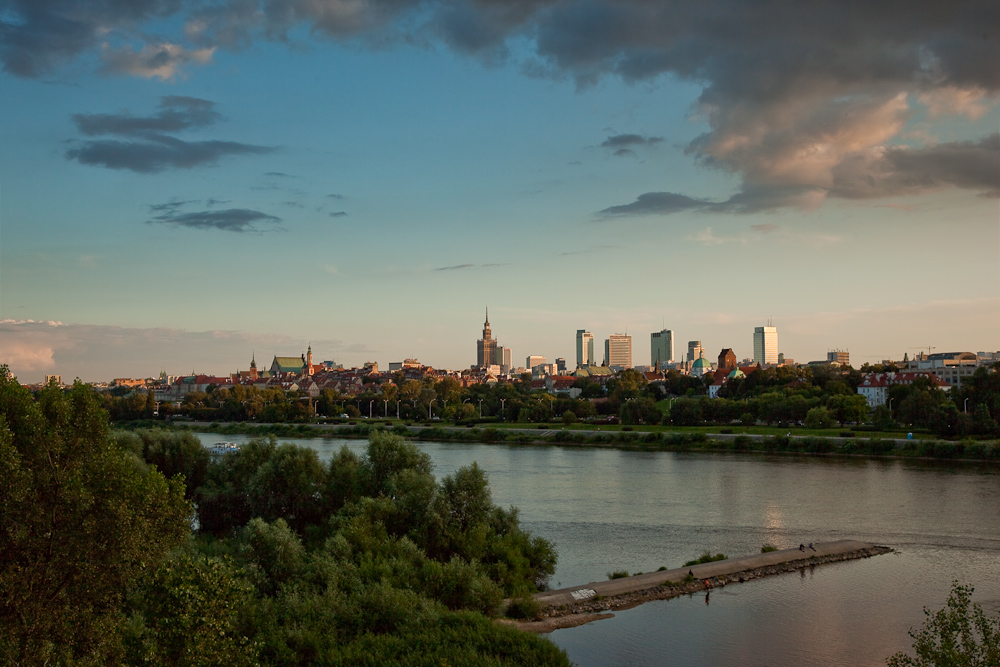
Panorama di Varsavia visto dalla Vistola

Il corso del fiume comprende tre sezioni:
- il corso superiore, dalla sorgente a Sandomierz dove riceve le acque del San, affluente destro;
- il corso medio, da Sandomierz alla confluenza col Bug ingrossato dal Narew, importanti affluenti destri;
- il corso inferiore, dalla confluenza col Bug alla foce a delta nella Laguna della Vistola e nella Baia di Danzica. Il delta ha conosciuto importanti cambiamenti nel corso della storia.

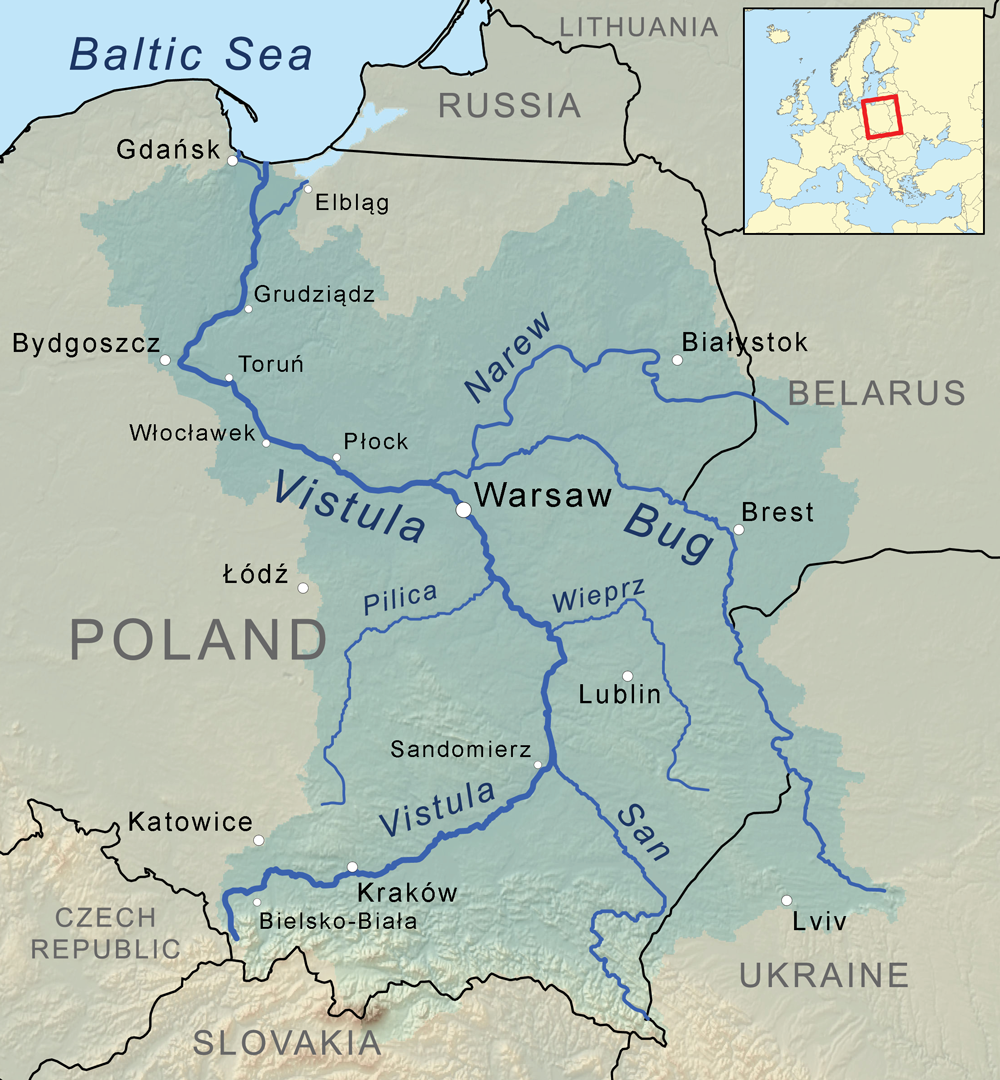
Il bacino idrografico della Vistola in Polonia, Ucraina, Bielorussia e Slovacchia

Il bacino della Vistola si estende su 194.424 km², comprende anche parti della Bielorussia, Ucraina e Slovacchia, il 60% di tutta la Polonia e tutta la sua parte orientale, mentre il resto del paese è principalmente nel bacino dell'Oder (in polacco Odra). Il punto più alto del bacino è sui Monti Tatra, a 2.663 m d'altitudine, e la sua altitudine media è di 270 m. Tuttavia il 55% della superficie è compresa fra 100 e 200 m s.l.m. ed il 75% fra 100 e 300 m. Il bacino è molto asimmetrico, la parte più grande è a est del fiume.

## Storia
Eventi storici di ampia rilevanza furono quelli che si svolsero sulle sponde del fiume, in prossimità del guado di Varsavia.
L'offensiva sovietica del 1920 fu fermata in questo luogo, in quello che fu poi definito il Miracolo della Vistola.
Anche durante gli ultimi mesi della seconda guerra mondiale, il fiume fu lo scenario di un susseguirsi di scontri, facenti parte di una rapida e decisiva offensiva sovietica che aveva come obiettivo l'apertura di un varco fra l'ormai disorganizzato e indebolito fronte orientale tedesco.
I reparti tedeschi impiegati sul fronte della Vistola, i quali furono, poco prima dell'inizio dell'offensiva sovietica, ridimensionati dallo stesso Hitler, caddero in poco tempo permettendo così alle forze sovietiche di avanzare molto rapidamente e di varcare il fiume in diversi punti.
Durante la fine del 1944, tuttavia, l'Armata rossa fu arrestata per un breve periodo di tempo dal reparto Gruppo d'armate Vistola comandato da Heinrich Himmler: nonostante ciò, il tentativo di resistenza tedesco non ebbe successo e già durante il 24 febbraio 1945 i sovietici, sbaragliate le truppe tedesche, raggiunsero la regione della Pomerania.

## Principali città e paesi lungo i tributari della Vistola
| Città                          | Tributari                                                                |
| ------------------------------ | ------------------------------------------------------------------------ |
| Wisła (Voivodato della Slesia) | Sorgente                                                                 |
| Ustroń                         |                                                                          |
| Skoczów                        | Brennica                                                                 |
| Strumień                       | Krajka                                                                   |
| Goczałkowice-Zdrój             |                                                                          |
| Czechowice-Dziedzice           | Biała                                                                    |
| Brzeszcze                      | Vistola, Soła                                                            |
| Oświęcim                       | Soła                                                                     |
| Zator                          | Skawa                                                                    |
| Skawina                        | Skawinka                                                                 |
| Cracovia                       | Sanka, Rudawa, Prądnik, Dłubnia, Wilga (molti sono torrenti canalizzati) |
| Niepołomice                    |                                                                          |
| Nowe Brzesko                   |                                                                          |
| Nowy Korczyn                   | Nida                                                                     |
| Opatowiec                      | Dunajec                                                                  |
| Szczucin                       |                                                                          |
| Połaniec                       | Czarna                                                                   |
| Baranów Sandomierski           | Babolówka                                                                |
| Tarnobrzeg                     |                                                                          |
| Sandomierz                     | Koprzywianka, Trześniówka,                                               |
| Zawichost                      |                                                                          |
| Annopol                        | Sanna                                                                    |
| Józefów nad Wisłą              |                                                                          |
| Solec nad Wisłą                |                                                                          |
| Kazimierz Dolny                | Bystra                                                                   |
| Puławy                         | Kurówka                                                                  |
| Dęblin                         | Wieprz                                                                   |
| Magnuszew                      |                                                                          |
| Wilga                          | Wilga                                                                    |
| Góra Kalwaria                  | Czarna                                                                   |
| Karczew                        |                                                                          |
| Otwock, Józefów                | Świder                                                                   |
| Konstancin-Jeziorna            | Jeziorka                                                                 |
| Varsavia                       | Żerań canale (incl. parecchi piccoli torrenti)                           |
| Łomianki                       |                                                                          |
| Legionowo                      |                                                                          |
| Modlin                         | Narew                                                                    |
| Zakroczym                      |                                                                          |
| Czerwińsk nad Wisłą            |                                                                          |
| Wyszogród                      | Bzura                                                                    |
| Płock                          | Słupianka, Rosica, Brzeźnica, Skrwa Lewa, Skrwa Prawa                    |
| Dobrzyń nad Wisłą              |                                                                          |
| Włocławek                      | Zgłowiączka                                                              |
| Nieszawa                       | Mień                                                                     |
| Ciechocinek                    |                                                                          |
| Toruń                          | Drwęca, Bacha                                                            |
| Solec Kujawski                 |                                                                          |
| Bydgoszcz                      | Brda (canalizzato)                                                       |
| Chełmno                        |                                                                          |
| Świecie                        | Wda                                                                      |
| Grudziądz                      |                                                                          |
| Nowe                           |                                                                          |
| Gniew                          | Wierzyca                                                                 |

## Delta della Vistola

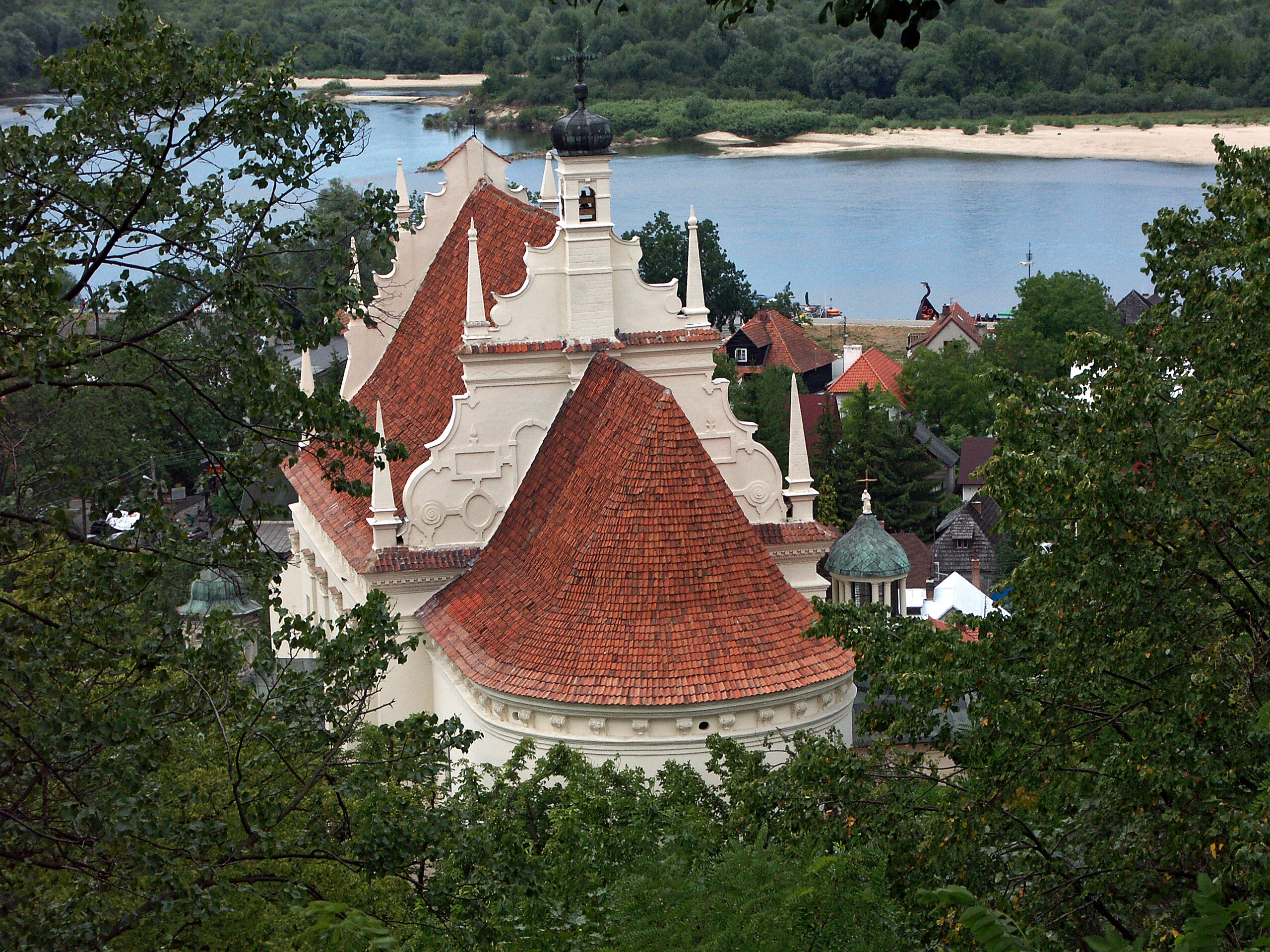
La cittadina rinascimentale di Kazimierz Dolny con la Vistola sullo sfondo

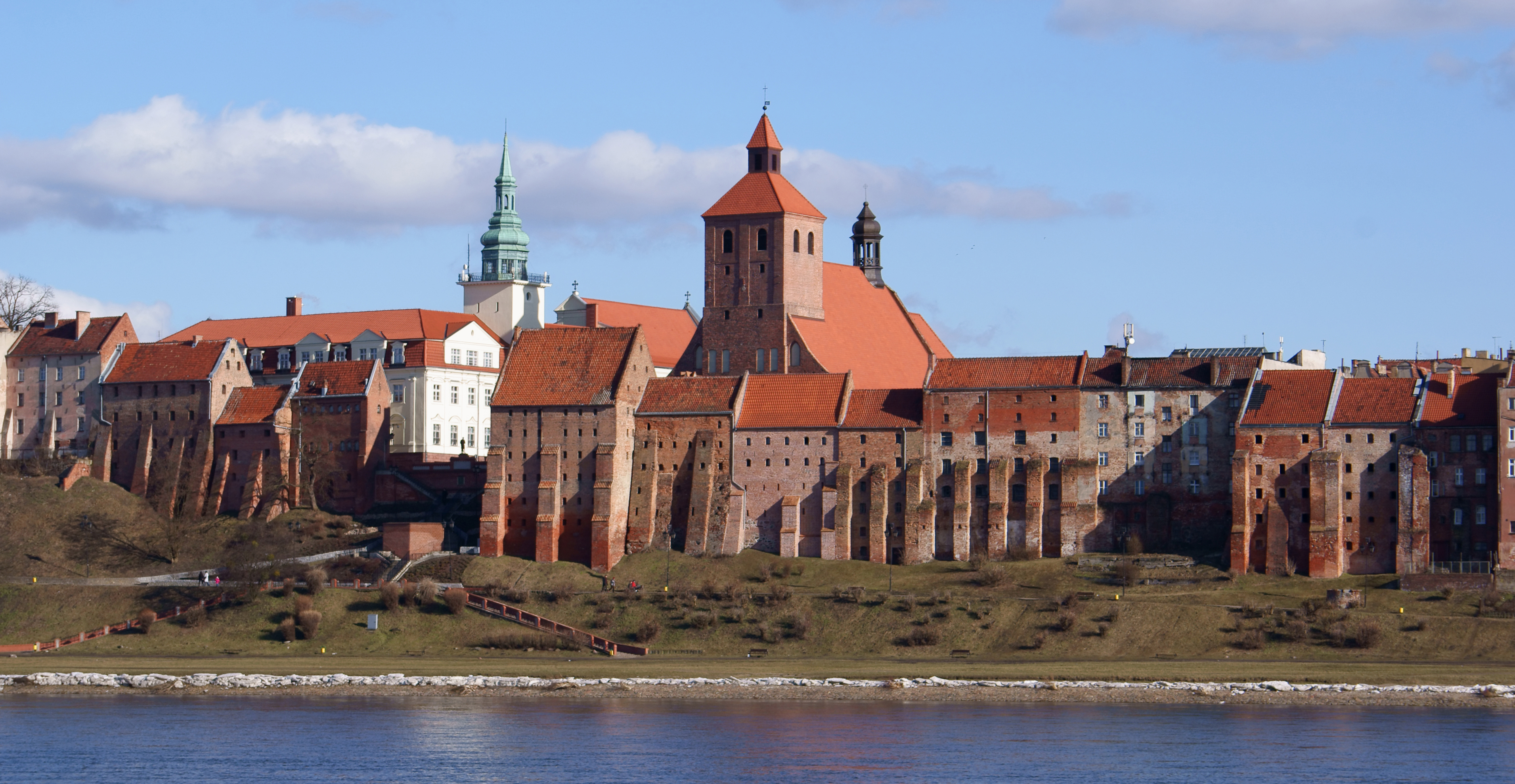
Granari di Grudziądz visti dalla riva sinistra della Vistola

Il fiume forma un ampio delta chiamato Żuławy intorno alla città di Biała Góra vicino a Sztum, a circa 50 km dalla foce, dividendosi in due rami: il Leniwka (a sinistra) e il Nogat (a destra). Nella città di Danzica al capo del ramo Leniwka il fiume si separa nel ramo Szkarpawa, ai fini del controllo delle inondazioni a est è sbarrato da una chiusa.
La cosiddetta Wisła Morta si separa di nuovo nel ramo Przegalinie che scorre fino alla baia di Danzica. Fino al XIV secolo la Vistola era divisa in un ramo orientale principale, la Vistola Elbląg, e un ramo occidentale più piccolo, la Vistola Danzica. Dal 1371 la Vistola di Danzica è l'arteria principale del fiume. Dopo l'alluvione nel 1840 si formò un ramo aggiuntivo chiamato Wisła Śmiała ("Vistola Audace"). Dal 1890 al 1895, furuno fatti lavori idraulici aggiuntivi sul Świbna.
Vicino a Kwidzyn la Vistola è attualmente divisa in due rami separati che costituiscono il delta del fiume:
| Nogat   | Nogat     | Nogat                                           | Leniwka | Leniwka                         | Leniwka |
| Città   | Affluenti | Osservazioni                                    | Città   | Affluenti                       | Osservazioni |
| ------- | --------- | ----------------------------------------------- | ------- | ------------------------------- | --- |
| Sztum   |           |                                                 | Tczew   |                                 | |
| Malbork |           |                                                 | Danzica | Motława, Radunia, Potok Oliwski | In città il fiume si divide in più rami separati che raggiungono il Mar Baltico in diversi punti, il ramo principale raggiunge il mare a Westerplatte |
| Elbląg  | Elbląg    | poco prima di raggiungere la Baia della Vistola |         |                                 | |

## Affluenti
Lista degli affluenti di destra e sinistra con le città vicine, da sorgente a foce:
Affluenti di destra
- Brennica - Skoczów
- Iłownica
- Biała - Czechowice-Dziedzice
- Soła
- Skawa - Zator
- Skawinka - Skawina
- Wilga -Cracovia
- Drwinka
- Raba
- Gróbka
- Uszwica
- Kisielina
- Dunajec
- Breń
- Brnik
- Wisłoka
- Babulówka - Baranów Sandomierski
- Trzesniówka - Sandomierz
- Łęg - Sandomierz
- San
- Sanna - Annopol
- Wyżnica - Józefów nad Wisłą
- Chodelka
- Bystra - Kazimierz Dolny
- Kurówka - Puławy
- Wieprz - Dęblin
- Okrzejka
- Promnik
- Wilga - Wilga
- Świder - Otwock, Józefów
- Kanał Żerański - Varsavia
- Narew - Nowy Dwór Mazowiecki
- Mołtawa
- Słupianka - Płock
- Rosica - Płock
- Brzeźnica - Płock
- Skrwa Prawa - Płock
- Mień - Nieszawa
- Drwęca - Toruń
- Bacha - Toruń
- Struga
- Osa - Grudziądz
- Liwa

Affluenti di sinistra
- Krajka - Strumień
- Pszczynka
- Gostynia
- Przemsza - Chełmek
- Chech
- Rudno
- Sanka - Cracovia
- Rudawa - Cracovia
- Prądnik - Cracovia
- Dłubnia - Cracovia
- Roporek - Nowe Brzesko
- Szreniawa
- Nidzica
- Nida - Nowy Korczyn
- Strumień
- Czarna - Połaniec
- Koprzywianka - Sandomierz
- Opatówka
- Kamienna
- Krępianka - Solec nad Wisłą
- Iłżanka
- Zwoleńka
- Plewka - Janowiec
- Zagożdzonka - Kozienice
- Radomka
- Pilica - Warka
- Czarna - Góra Kalwaria
- Jeziorka - Konstancin-Jeziorna
- Bzura - Wyszogród
- Skrwa Lewa - Płock
- Zgłowiączka - Włocławek
- Tążyna
- Zielona
- Brda - Bydgoszcz
- Wda - Świecie
- Wierzyca - Gniew
- Motława - Danzica
- Radunia - Danzica

## Idrologia

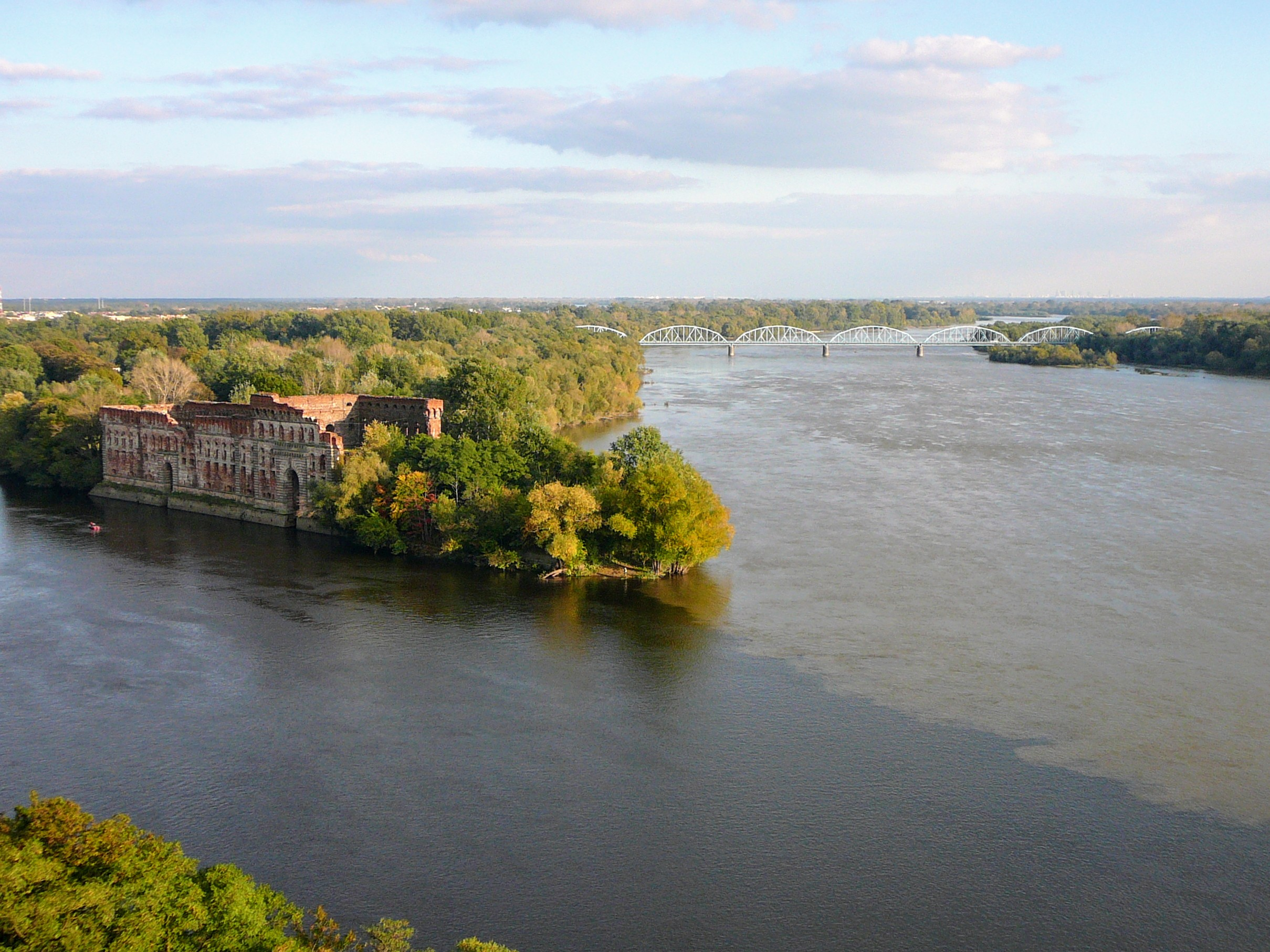
Il fiume alla confluenza con il Narew

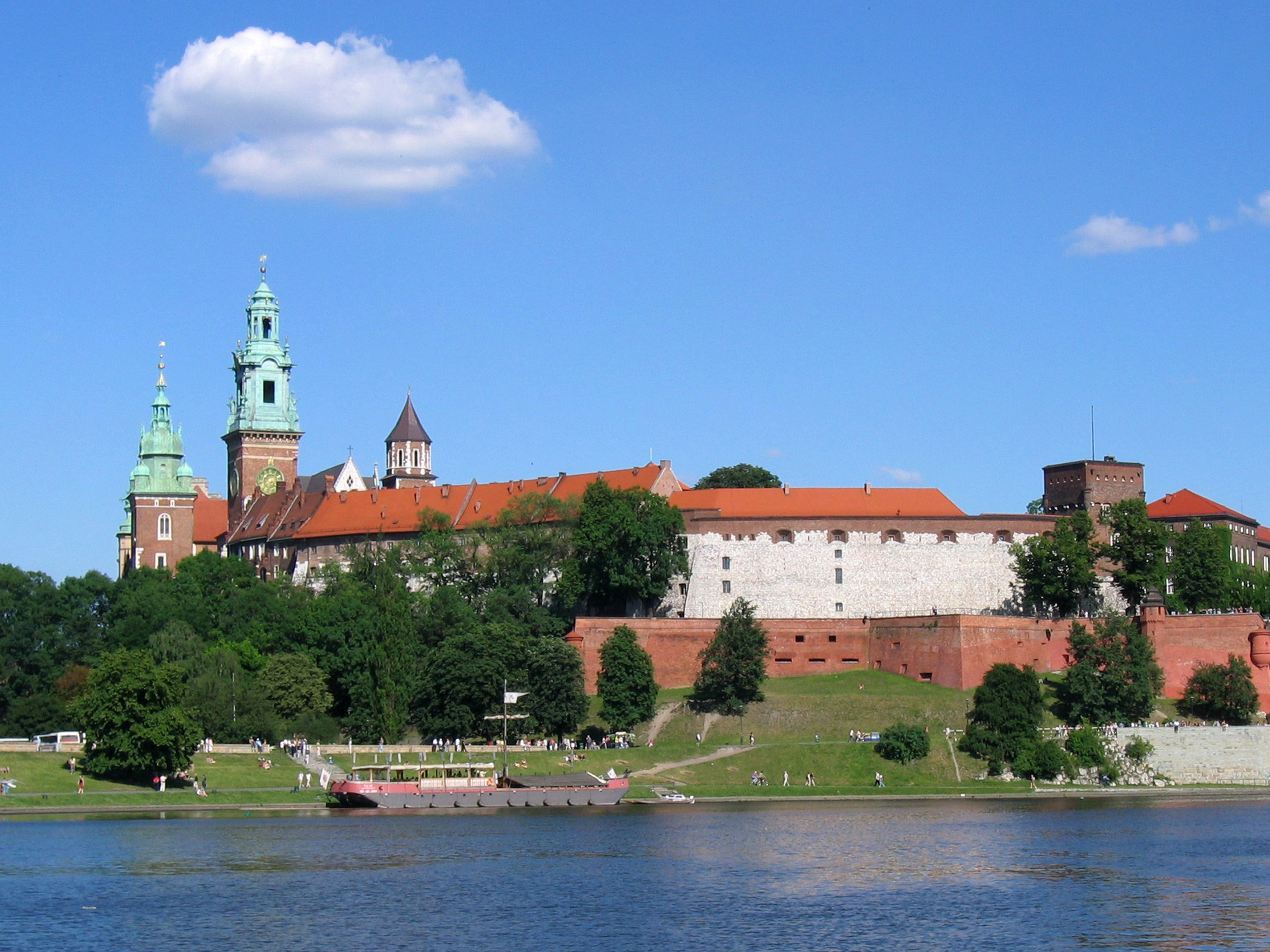
Il Castello di Wawel, Cracovia visto dalla Vistola

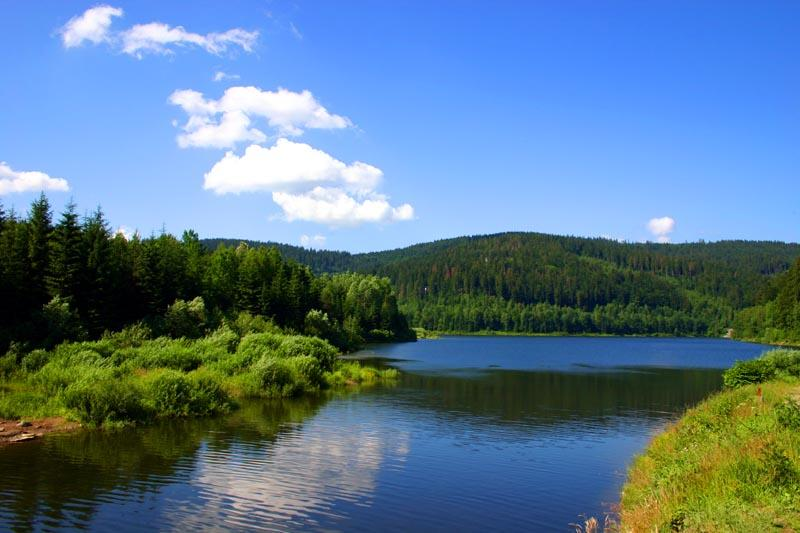
La Vistola nel sud della Polonia, con i monti Beschidi sullo sfondo

L'aspetto dei territori attraversati spiega la frequenza delle inondazioni, per esempio negli anni 1813, 1888, 1934, 1960.

## Sport
Dal fiume, prende il nome la famosa squadra calcistica polacca, Wisła Kraków.